# Thompson Bucks County Classic 2012
La 15ª edición de la competición ciclista Thompson Bucks County Classic (primera bajo esta denominación), se disputó el 15 de septiembre de 2012, formando parte del UCI America Tour 2011-2012 dentro de la categoría 1.2 y siendo la última competición del calendario internacional americano.
La carrera tuvo un nuevo recorrido de 163,5 km. Comenzó en New Hope para luego realizar 6 vueltas a un circuito de 23 km y luego dirigirse a Doylestown donde concluyó la carrera. El ganador fue el neozelandés Patrick Bevin del equipo Bissell Cycling, tras protagonizar una fuga a pocos kilómetros para el final junto a Christopher Baldwin, Logan Hutchins, Ben Day, Rob Britton y Heath Blackgrove. La segunda posición fue para el también neozelandés Logan Hutchins y tercero el canadiense Rob Britton.

## Clasificación final
| \| Posición \| Ciclista \| Equipo \| Tiempo \| Puntos UCI \| \| -------- \| ------------------- \| ------------------------------ \| --------------- \| ---------- \| \| 1. \| Patrick Bevin \| Bissell Cycling \| 4 h 12 min 31 s \| 40 \| \| 2. \| Logan Hutchins \| Elbowz Racing \| a 1 s \| 30 \| \| 3. \| Rob Britton \| Garneau-Quebecor \| a 1 s \| 16 \| \| 4. \| Ben Day \| UnitedHealthcare \| a 2 s \| 12 \| \| 5. \| Heath Blackgrove \| Elbowz Racing \| a 2 s \| 10 \| \| 6. \| Christopher Baldwin \| Bissell Cycling \| a 12 s \| 8 \| \| 7. \| Diego Milán \| Firefighters Racing \| a 1 min 0 s \| 6 \| \| 8. \| Eric Marcotte \| Elbowz Racing \| a 1 min 0 s \| 3 \| \| 9. \| Rory Sutherland \| UnitedHealthcare \| a 1 min 2 s \| - \| \| 10. \| Andrew Bajadali \| Optum-Kelly Benefit Strategies \| a 1 min 35 s \| - \| |                     |                                |                 |            |
| Posición | Ciclista            | Equipo                         | Tiempo          | Puntos UCI |
| 1. | Patrick Bevin       | Bissell Cycling                | 4 h 12 min 31 s | 40         |
| 2. | Logan Hutchins      | Elbowz Racing                  | a 1 s           | 30         |
| 3. | Rob Britton         | Garneau-Quebecor               | a 1 s           | 16         |
| 4. | Ben Day             | UnitedHealthcare               | a 2 s           | 12         |
| 5. | Heath Blackgrove    | Elbowz Racing                  | a 2 s           | 10         |
| 6. | Christopher Baldwin | Bissell Cycling                | a 12 s          | 8          |
| 7. | Diego Milán         | Firefighters Racing            | a 1 min 0 s     | 6          |
| 8. | Eric Marcotte       | Elbowz Racing                  | a 1 min 0 s     | 3          |
| 9. | Rory Sutherland     | UnitedHealthcare               | a 1 min 2 s     | -          |
| 10. | Andrew Bajadali     | Optum-Kelly Benefit Strategies | a 1 min 35 s    | -          |